# United States Army Corps of Engineers

Logo des United States Army Corps of Engineers

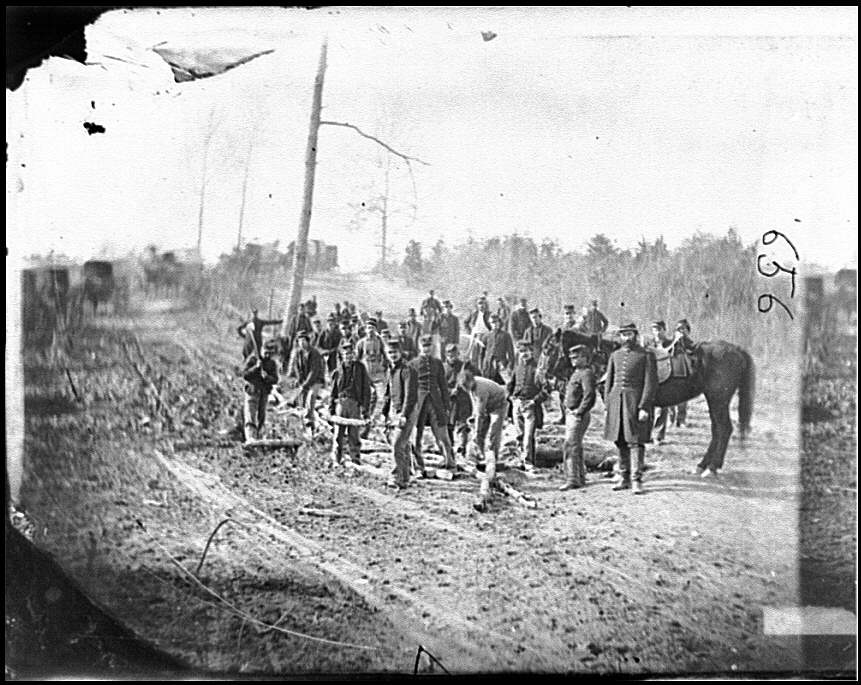
Das US Army Corps of Engineers baut einen Knüppeldamm während des Amerikanischen Bürgerkriegs (Peninsula Campaign, Mai bis August 1862)

Das United States Army Corps of Engineers (USACE; deutsch „Pionierkorps des Heeres der Vereinigten Staaten“) ist ein Hauptkommando des US-Heeres, das Leistungen aus dem Bereich des Bauingenieurwesens ausführt. Es besteht aus etwa 34.600 Zivilisten und 650 Soldaten.

## Gründung
Der zweite Kontinentalkongress, die Versammlung von Delegierten aus den 13 Kolonien Nordamerikas, gab zu Beginn des Amerikanischen Unabhängigkeitskriegs am 16. Juni 1775 während der Belagerung von Boston durch die Amerikaner den Befehl, militärische Befestigungsanlagen zu erstellen. Es wurde von den eingeschlossenen Briten ein Ausfall erwartet, der dann als Schlacht von Bunker Hill bekannt wurde. Der Ausfall war so verlustreich für die Briten, da die gebaute Redoute und die verstärkten Schutzzäune sehr wirkungsvoll waren, dass er einer Niederlage gleichkam. Auch in den folgenden Kriegsjahren bewährten sich die für den Bau von militärischen Anlagen eingesetzten Truppen.
Dies veranlasste den Kongress, am 11. März 1779 folgenden Beschluss zu fassen:

“That the engineers in the service of the United States shall be formed into a corps, and styled the ‘corps of engineers’ and shall take rank and enjoy the same rights, honours, and privileges, with the other troops …”

„Die Pioniere im Dienste der Vereinigten Staaten sollen ein Korps bilden, welches „corps of engineers“ genannt werden wird. Sie erhalten den gleichen Rang und dieselben Rechte, Ehren und Privilegien wie die anderen Truppengattungen …“

## Auftrag
Die Aufgaben des Army Corps of Engineers bestehen nicht nur im Bau und Unterhalt militärischer Einrichtungen. Es ist ein wesentlicher Anbieter von Leistungen aus dem Bauingenieurwesen für staatliche Auftraggeber. In der Zeit des New Deal baute es für den Mississippi River und seine Zuflüsse ein über 11.000 km langes Hochwasserschutzsystem. Im Jahr 1942 wurde der 2.288 km lange Alaska Highway gebaut. Das USACE hat auch eine ganze Reihe von Staudämmen sowie Känale (z. B. Panamakanal) gebaut.

## Ausrüstung

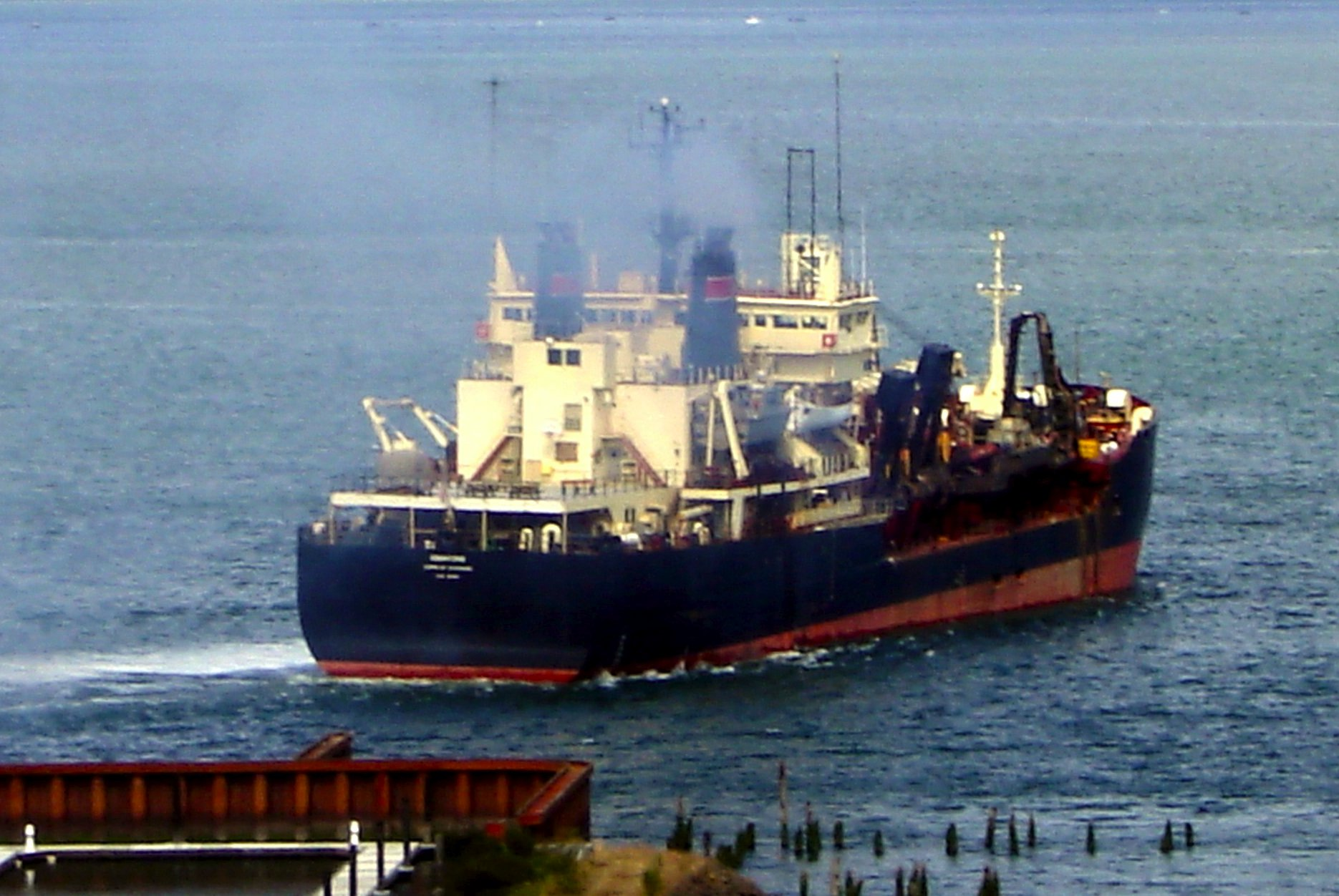
Essayons

Das Korps betreibt eine große Anzahl an Wasserfahrzeugen, vom Flachboot bis zu hochseetauglichen großen Schiffen. Die meisten Fahrzeuge sind Arbeitsschiffe (z. B. Baggerschiffe und Vermessungsschiffe) sowie Schlepper. Beispiele:
- Baggerschiffe
  - Essayons (Länge: 108 m, hochseetauglich) IMO 7923495 – Northwestern Division
  - Yaquina – Northwestern Division
- Vermessungsschiffe
  - Elton – Northwestern Division
  - K.H. Patterson – Northwestern Division
  - Redlinger – Northwestern Division
  - West Mark – Northwestern Division

## Organisation
Das USACE ist in acht Bezirke und 41 ihnen untergeordneten Distrikte für die USA, Asien und Europa unterteilt. Am 25. Januar 2004 wurde ein vorläufiger neunter Bezirk mit vier Distrikten für Aufgaben im Irak und Afghanistan gegründet, sodass das USACE nun neun geographisch gegliederte Bezirke mit 45 Distrikten umfasst.

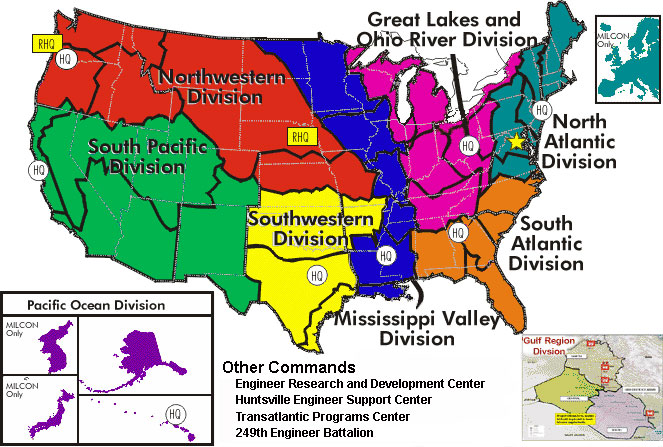
Divisionen im Jahr 2008

| - Great Lakes and Ohio River Division (LRD) |  | Große Seen und Ohio River |
| - Mississippi Valley Division (MVD)         |  | Mississippi River         |
| - North Atlantic Division (NAD)             |  | Nordatlantik              |
| - Northwestern Division (NWD)               |  | Nordwest                  |
| - Pacific Ocean Division (POD)              |  | Pazifischer Ozean         |
| - South Atlantic Division (SAD)             |  | Südatlantik               |
| - South Pacific Division (SPD)              |  | Südpazifik                |
| - Southwestern Division (SWD)               |  | Südwest                   |
| - Gulf Region Division (GRD)                |  | Golfregion                |

## Directorate of Engineering and Housing
Das Directorate of Engineering and Housing (DEH) ist eine Abteilung des United States Army Corps of Engineers. Je nach Größe des Standorts werden die einzelnen Aufgaben direkt von eigenem Personal erfüllt oder durch Verträge an örtliche Unternehmen vergeben. Typischerweise mit eigenem Personal betrieben werden Handwerkerdienste, Heizwerke, Planung von Neu- und Umbauten. Ab einer gewissen Größe verfügt ein DEH auch über eigene Feuerwehr, Müllabfuhr und Straßenreinigung.
Die Größe der einzelnen Abteilungen und deren Aufgabenspektrum richten sich nach dem Umfang des Standorts und den örtlichen Gegebenheiten. Die Feuerwehren reichen von Notrufzentralen und Einsatzleiterdienst für die Koordinierung mit der örtlichen zivilen Feuerwehr bis zu vollständigen Löschzügen und Feuerwachen. Die Struktur der Feuerwehren entspricht meist den Strukturen des Stationierungslandes.
Besonders in sonst strukturschwachen Standorten ist das DEH oft der größte Arbeitgeber und in Standorten mit nicht ausreichenden eigenen Wohnunterkünften auch bedeutender und auf Jahrzehnte sicherer Mieter von Wohnraum. Dies war für weite ländliche Gegenden in Deutschland nach dem Krieg ein bedeutender Wirtschaftsfaktor.
Jeder Standort verfügt über ein eigenes DEH, wobei ein Standort durchaus mehrere Orte umfasst. Auch in Standorten in Deutschland wie auch in anderen Stationierungsländern ist dies so geregelt. Für die Stationierungsorte bedeutet dies immer auch eine große Anzahl an Arbeitsplätzen, da viele Stellen bewusst mit lokalem Personal besetzt werden und wurden.
Inzwischen sind in Deutschland etliche Standorte geschlossen worden, damit auch das zugehörige DEH, was zu erheblichen Verlusten von Arbeitsplätzen geführt hat, so beispielsweise in Frankfurt am Main, wo das DEH im Jahr 1995 schrittweise abgebaut wurde, da der Standort vollständig aufgelöst wurde. Aber auch in Rheinland-Pfalz sind vormals bedeutende Standorte geschlossen oder zusammengelegt worden.
In Deutschland arbeiten noch schätzungsweise einige hundert Mitarbeiter für diese Abteilung. Bis zum Ende des Kalten Krieges waren es noch einige Tausend.

## Vergleich mit Deutschland
In Deutschland entwickelte sich keine dauerhafte, zum Army Corps of Engineers äquivalente Organisation. Im Auftrag zum Ausbau von Infrastrukturen vergleichbar war jedoch in der Zeit des Nationalsozialismus die paramilitärische Bautruppe Organisation Todt.
Der Bau und die Wartung von militärischer Infrastruktur in Deutschland wird heute weitestgehend mit zivilen Auftragnehmern durchgeführt. Militärische Infrastruktur im Ausland wird je nach Gefährdungslage und Umfang von regulären Pionierverbänden der Bundeswehr aufgebaut oder es wird auf die entsprechenden Agenturen der Schirmherrschaft führenden Organisationen (im Falle der NATO und des ISAF Einsatzes zum Beispiel die NAMSA) zurückgegriffen. Vereinzelt kam auch die Gesellschaft für Technische Zusammenarbeit (GTZ) zum Zuge.
Im zivilen Bereich werden große Ingenieurbauprojekte ebenfalls durch zivile Unternehmen bewerkstelligt. In Not- und Katastrophenfällen ist vor allem das Technische Hilfswerk (THW) zuständig, das ggf. Amtshilfe von der Bundeswehr erhält. Dieses kann im Katastrophenfall auch ins Ausland entsendet werden und arbeitet dort mit lokalen Organisationen, bzw. in schwächer entwickelten Ländern mit anderen Hilfsorganisation und der GTZ, zusammen.

## Entsprechungen in anderen Waffengattungen der Vereinigten Staaten
Analog zum Corps of Engineers der US-Army unterhalten auch die anderen Teilstreitkräfte des US-Militärs ähnliche Einrichtungen. Im Falle der United States Navy handelt es sich um die sogenannten Seabees, die Bautruppen der Marine. Diesen übergeordnet ist das Civil Engineer Corps der Navy. Die United States Air Force unterhält die Rapid Engineer Deployable Heavy Operational Repair Squadron Engineers (RED HORSE), die mit ähnlichen Aufgaben betraut sind. Auch das United States Marine Corps unterhält innerhalb ihrer Logistics Combat Elements (LCE) Pioniereinheiten.